# Градишка (субрегион)
Баня-Лука (серб. Регија Бања Лука) — субрегион в рамках региона Баня-Лука в Республике Сербской, входящей в Боснию и Герцеговину.

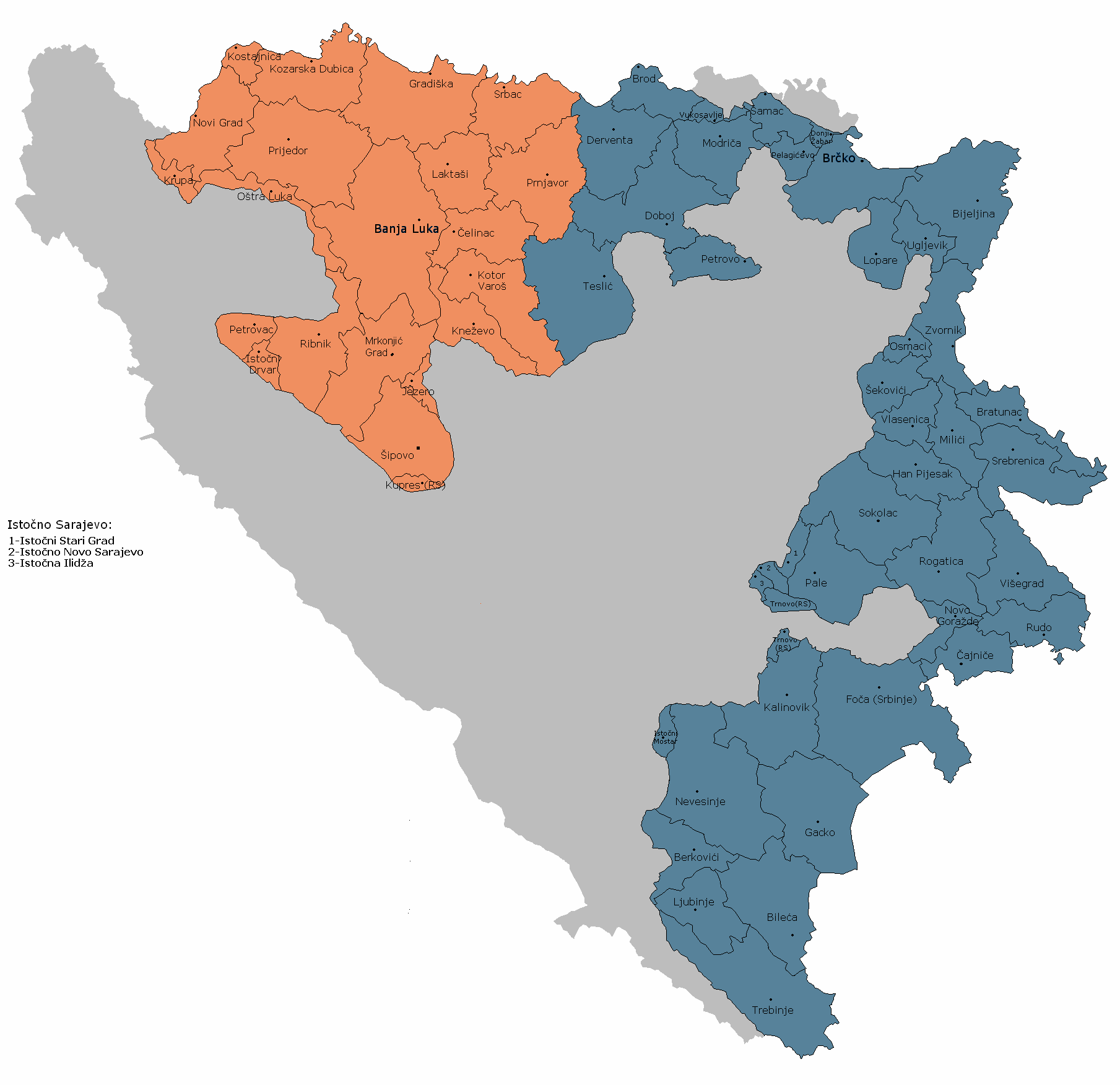
Регион Баня-Лука, включая субрегион Градишка

## География
Субрегион Градишка расположен на севере страны, составляя северную часть региона Баня-Лука. Административным центром региона является город Градишка (ранее Босанска-Градишка).
Включает 2 общины (серб. општина):
- Община Градишка —  г. Градишка,
- Община Србац —  г. Србац.

## Население
| община   | серб.    | 1991 г. | 2013 г. | центр (город) | 1991 г. | 2013 г. |
| -------- | -------- | ------- | ------- | ------------- | ------- | ------- |
| Градишка | Градишка | 59974   | 56727   | г. Градишка   | 16841   | 16106   |
| Србац    | Србац    | 21840   | 19001   | г. Србац      | 3043    | 3005    |
| всего    |          | 81814   | 75728   |               |         |         |